# Новобогданово
Новобогданово (укр. Новобогданове) — село, Гавриловский сельский совет, Изюмский район, Харьковская область.
Код КОАТУУ — 6320481508. Население по переписи 2001 г. составляет 125 (56/69 м/ж) человек.

## Географическое положение
Село Новобогданово находится в 1,5 км от села Котовка, в 5 км от железнодорожной станции Ветерок.

## Экономика
- В селе есть молочно-товарная ферма.
- Небольшой глиняный карьер.